# Хлебинская школа

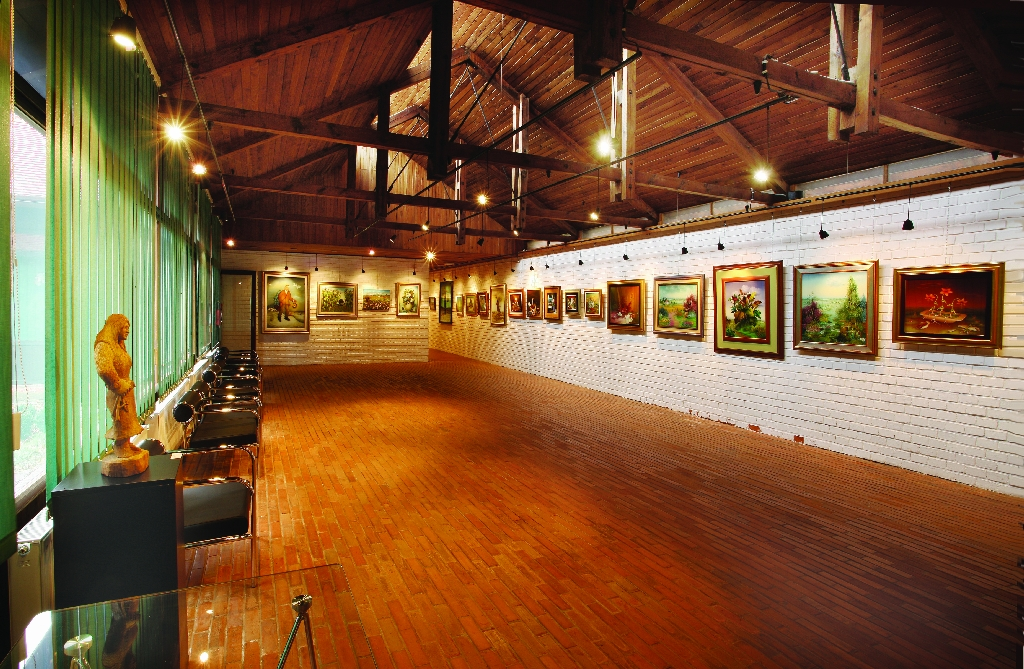
Галерея наивного искусства в селе Хлебине.

Хлебинская школа (хорв. Hlebinska škola) — условное обозначение для нескольких поколений крестьянских художников-самоучек из села Хлебине и ближайших окрестностей недалеко от города Копривница, в долине реки Дравы на севере Хорватии.

Наивная Подравская живопись характеризуется мотивами из повседневной деревенской жизни, спокойными пейзажами, а также живым, «локальным» цветом, особенно характерным для уникальной техники живописи на стекле. Мотивы, цвета и техника настолько типичны, что картину Хлебинской школы в равной степени узнают и мировые эксперты, и критики, и просто любители. Важно отметить, что мастера Хлебинской школы довели технику рисования на стекле до такой степени виртуозности и совершенства, что им фактически нет равных в мировом искусстве XX века.

## Рождение термина
Идейным вдохновителем и основателем «школы» был академический хорватский художник Крсто Хегедушич (1901-1975). Часть детства он провел в селе Хлебине, на родине своего отца. Как и многие молодые интеллектуалы того времени, Хегедушич увлекся левыми идеями и поиском национально-самобытного выражения в изобразительном искусстве. Проходя стажировку в Париже в 1926-1928 гг. он познакомился с новейшими течениями и находился под большим впечатлением от увиденного современного европейского искусства. Там же он увидел картины на стекле французской художницы Валентины Пракс (Цадкина), напомнившие ему старую постбарочную сельскую живопись на стекле, которую он сам встречал в Подравине. Хегедушичу удалось связать два отдаленных представления - конкретную традицию и современность и найти свой собственный изобразительный язык.
В 1929 году в Загребе Хегедушич выступает одним из основателей прогрессивного художественного объединения «Земля». Время от времени он живет в Хлебине, где в 1930 г. обращает внимание на рисунки молодых крестьян-самоучек Ивана Генералича (1914-1992) и Франьо Мраза (1910-1981). Художник дает им творческие советы и обучает основным приемам живописи.
В программу группы «Земля» вносится пункт – «работа с крестьянскими художниками из Хлебине» и появляется т.н. «Сельская художественная школа в Хлебине» или кратко «Хлебинская школа». Хегедушич считал, что художественный талант не связан с происхождением и не является привилегией какого-то определенного класса. В 1931 году он привлекает своих подопечных к участию в III выставке группы «Земля» в Загребе, после чего сельские художники-самоучки становятся постоянными участниками народных выставок и получают известность. 
Работа Крсто Хегедушича с крестьянами – это специфический сплав традиций, культуры и идеологии, связанный с социальной трансформацией хорватского села в двадцатые и тридцатые годы прошлого столетия, когда возник симбиоз крестьянской и городской культур.
Установки Хегедушича и его влияние на дальнейший творческий процесс были минимальными, так как предложенный им основной тезис для своих учеников – «рисуй, что видишь» был близок к пониманию народа, а техника рисования на стекле воодушевила в дальнейшем все село и ближайшие окрестности.

## Первое поколение Хлебинской школы
- Иван Генералич
- Франьо Мраз
- Мирко Вириус

В работах крестьянских художников довоенного периода преобладала ярко выраженная социальная тематика, имевшая тесную связь с творчеством и идеями группы «Земля».

## Второе поколение Хлебинской школы
После Второй мировой войны следующее поколение хлебинских художников фокусируется на идеализированном и стилизованном показе сельской жизни, взятом, в основном, из воображения. Иван Генералич становится центральной и доминантной фигурой Хлебинской школы. Собрав вокруг себя талантливую сельскую молодежь — Франьо Доленца, Франьо Филиповича, Драгана Гажи — он так же, как когда-то Хегедушич, дает им основные наставления для занятия живописью.
Открытие в 1952 году в Загребе Крестьянской художественной галереи (с 1994 г. — Хорватский музей наивного искусства) и большой успех персональной выставки Генералича в Париже в 1953 г. послужили хорошей мотивацией для занятий живописью и других сельских художников в Подравине. В первой половине 1950-х рисовать начинают Иван Веченай, Мийо Ковачич, Мартин Мехкек и Йосип Генералич. Все эти художники вместе с уже упомянутыми Ф.Филиповичем и Д.Гажи относятся к так называемому второму поколению Хлебинской школы. Они считаются классиками хорватского и мирового наивного искусства, их работы хранятся во многих музеях бывшей Югославии и множества других стран. Их имена вошли во Всемирную энциклопедию наивного искусства (World Encyclopedia of Naive Art).
Совместные выставки, прямые контакты и непосредственный обмен опытом между Иваном Генераличем и молодыми художниками значительно повлияли на творчество каждого из них, в том числе и на характер искусства Хлебинской школы в целом.
В середине 50-х годов прошлого столетия приходит признание хорватского наива и его большая мировая слава. Достаточно упомянуть большой успех Хлебинской школы на Третьем биеннале в Сан-Паулу (Бразилия) в 1955 году и участие Генералича наряду со многими выдающимися мировыми художниками первой половины XX века в известной выставке «50 лет современного искусства» в 1958 г. в Брюсселе и последующее приглашение организовать персональную выставку в Брюссельском дворце изобразительных искусств. Именно брюссельское мероприятие полностью подтвердило международное значение Ивана Генералича и других художников Хлебинской школы.
Работы хорватских наивных художников участвуют во многих престижных выставках, о них издаются обширные монографии на всех основных языках, свои выставочные залы им предоставляют лучшие музеи мира. Работы художников Хлебинской школы были неоднократно показаны в СССР — в Государственном Эрмитаже, ГМИИ им. А. С. Пушкина, Государственном Русском музее.
Серьезная государственная поддержка в организации выставочных проектов и мероприятий, посвященных наивному искусству значительно повлияла на увеличение общего интереса к данному феномену, как внутри самой бывшей Югославии, так и во всем мире.

## Третье и четвертое поколения Хлебинской школы
Среди многочисленных представителей данных поколений, особенно выделяются искусствоведами и критиками Иван Лацкович, Нада Швегович Будай, Никола Веченай Лепортинов, Мартин Копричанец, Степан Иванец, Дражен Тетец. Их работы находятся в Хорватском музее наивного искусства в Загребе и ряде других музеев и галерей.
К концу 1980-х интерес европейской публики значительно угас, а распад Югославии и дальнейшая гражданская война фактически поставили точку в развитии данного явления. Хлебинская школа сумела сыграть свою большую роль в деле признания наивного искусства как одного из направлений современного искусства XX века и его институционализации. 
«…трудно ожидать появление каких-либо других аналогий с теми тенденциями, которые внутри современного искусства уже несколько десятилетий тому назад приобрели характер и статус определенного и законченного сегмента. В этом смысле явление, известное как «Хлебинская школа» не имеет своего постоянного и трансисторического продолжения: то здесь, то там, обусловленные этими рефлексами появляются еще иногда интересные имена на основе этого феномена, но Хлебинский эпизод, как и понятие «хорватский наив» в целом, является сложившимся и исторически законченным процессом."